# Anne-Marie Laulan
Pour les articles homonymes, voir Laulan.
 (mai 2020).
Anne-Marie Laulan est une enseignante-chercheuse française spécialisée en sciences de l'information et de la communication.

## Biographie
Licenciée puis docteure en psychologie de l'Université de Bordeaux en 1969, titulaire d'un doctorat d'État en Lettres et sciences humaines de l'Université de Paris-V (1979, sous la direction de Louis-Vincent Thomas), Anne-Marie Laulan est professeure des universités de 1970 à 1995 à l'université de Bordeaux (« Montaigne »). Initialement spécialisée en communication visuelle (thèse sur la « psycho-linguistique d'images visuelles en séquence »), elle étudie ensuite les productions vidéo et cinématographiques, puis le problème de l'information en général. Elle est l'autrice de  61 contributions de 1972 à 1996, et a dirigé 51 thèses.
Anne-Marie Laulan est membre du Laboratoire CNRS « Communication et politique » jusqu'à sa dissolution en 2021. Elle participe au comité de rédaction de la revue Hermès. De 1987 à 2007, elle préside le Comité français de liaison du programme MOST (Sciences sociales, UNESCO), et à partir de 2000 fait partie du conseil d'administration de l'IREST (Institut d'études et recherches économiques et sociales de télécommunication). Elle est partenaire de l'Agence universitaire de la Francophonie et suit particulièrement les dossiers de formation aux TIC dans les pays en développement. À ce titre elle participe au processus préparatoire du Sommet mondial sur la société de l'information.
Anne-Marie Laulan est présidente d'honneur de la Société française des sciences de l'information et de la communication (SFSIC), société savante dont elle a participé à la création.

## Publications
- La résistance aux systèmes d'information, Paris, Retz, 1985
- « La résistance aux systèmes d'information », in Réseau, no 19, mai 1986, p. 7-24
- Robert Escarpit, entretiens avec Jean Devèze et Anne-Marie Laulan, SFSIC, coll. « Les fondateurs de la SFSIC », 1992
- « La culture, moteur de l'innovation », dans Musso et Rallet (coord.) Stratégies de communication et territoires, Paris, édition de l'Aube, 1995
- « Les territoires de l'innovation » dans Pierre Musso (coord.), Communiquer demain, Éditions de l'Aube, 1998
- « Les usages sociaux » dans Marc Guillaume (coord.), Où vont les autoroutes de l'information ?, Paris, Descartes, 1999
- Coordination du no 40 (« Francophonie et mondialisation ») de la revue Hermès, Paris, CNRS éditions, 2004
- « Peut-on aménager sans détruire ? » dans La Gouvernance, Unesco-Kartala, 2004
- « De l'utilité des querelles frontalières », Hermès, no 38, 2004
- « Diversité culturelle », « Réseaux » et « Usages » dans « La société de l'information » : glossaire critique, La Documentation française, 2006
- « Francophonie et mondialisation » dans la collection des essentiels d'Hermès, 18 septembre 2008.
- « La coopération à l'ère numérique", L'Harmattan, 2016
- « 'Le retour au territoire' L'identité au risque de la mondialisation, L'Harmattan, 2018